# ニュース・サブ・チャンネル
ニュース・サブ・チャンネルは、読売テレビで、2006年10月2日の深夜（日付上は10月3日未明）から2007年3月26日まで毎週月曜日（日付上は毎週火曜日）の24:59 - 25:14（JST）に放送されていたニュースをわかりやすく解説していく報道系のテレビ番組である。
ロゴは、英語の「NEWS SUB CHANNEL」と表記され、「nsc」とも表記されたものもある。別名面白ニューストーク番組といわれる。末期は25:06 - 25:21が多かった。

## 概要
- 2005年9月1日 - 2006年6月30日まで朝の情報帯番組として、同局で放送されていた『ゲツキン!』で好評を受けていたコーナーを、深夜の単独番組として復活したものになっている。
- タイトルの「サブ」には、以下の2つの意味を持たせている。

1. ニュースを違った視点で見たり斬ったりしていく。
2. 大平サブローの「サブ」。

## 出演者
- 大平サブロー
- 高岡達之（よみうりテレビ解説委員）

## ネット局
- よみうりテレビ
- 南海放送 - 不定期
- 西日本放送 - 不定期
- 日本テレビ - 不定期で単発放送